# Mucuna macrocarpa
Mucuna macrocarpa är en ärtväxtart som beskrevs av Nathaniel Wallich. Mucuna macrocarpa ingår i släktet Mucuna och familjen ärtväxter. Inga underarter finns listade i Catalogue of Life.

## Bildgalleri

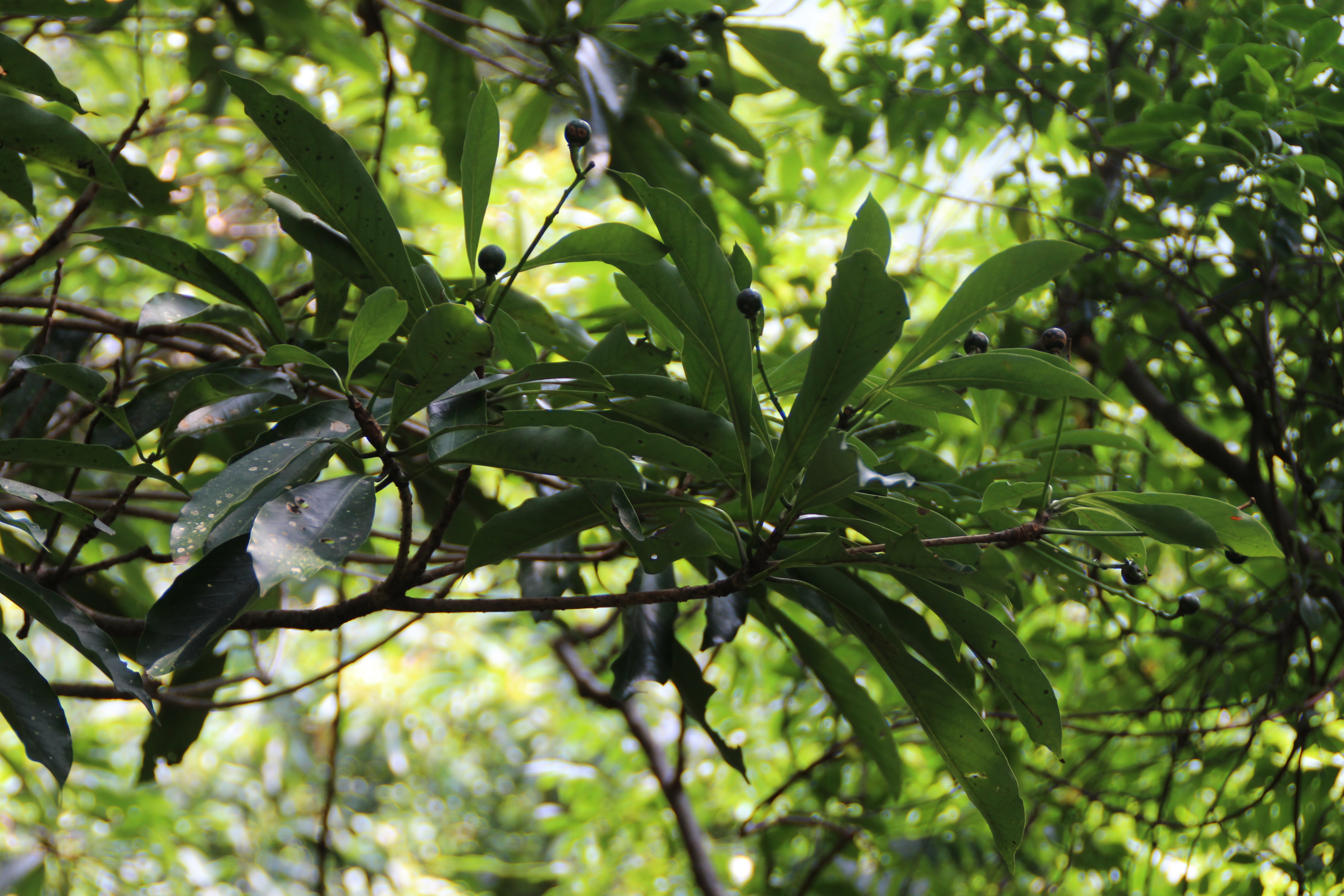